# 迪纳米
迪纳米（義大利語：Dinami），是意大利维博瓦伦蒂亚省的一个市镇。总面积44平方公里，人口2664人，人口密度60.5人/平方公里（2009年）。